# Långtjärnen (Idre socken, Dalarna, 686069-133308)
Långtjärnen är en sjö i Älvdalens kommun i Dalarna och ingår i Dalälvens huvudavrinningsområde. Sjön har en area på 0,0672 kvadratkilometer och ligger 656,3 meter över havet.

## Delavrinningsområde
Långtjärnen ingår i det delavrinningsområde (685977-133428) som SMHI kallar för Mynnar i 685890-133668. Medelhöjden är 619 meter över havet och ytan är 5,74 kvadratkilometer. Det finns inga avrinningsområden uppströms utan avrinningsområdet är högsta punkten. Brunnan som avvattnar avrinningsområdet har biflödesordning 4, vilket innebär att vattnet flödar genom totalt 4 vattendrag innan det når havet efter 474 kilometer. Avrinningsområdet består mestadels av skog (95 procent). Avrinningsområdet har 0,11 kvadratkilometer vattenytor vilket ger det en sjöprocent på 2 procent.